# Hollansburg

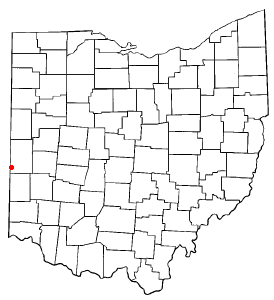
Hollansburg na planie stanu Ohio

Hollansburg – wieś w USA, w stanie Ohio, w hrabstwie Darke.
Liczba mieszkańców w 2000 roku wynosiła 214.